# Męcko
Męcko (Męcko Duże, Jezioro Męckie) – jezioro w województwie lubuskim, w powiecie sulęcińskim, w gminie Sulęcin. Powierzchnia jeziora to 40,9 ha. Męcko znajduje się na terenie wędrzyńskiego poligonu wojskowego i jest w dyspozycji MON.